# Teodor Cetonita
Teodor Cetonita, en llatí Theodorus Coetonita, en grec antic Θεόδωρος, fou un himnògraf romà d'Orient que va escriure Canon in Joannem Euchaitorum Episcopum cognomento Mauropodem, un extracte del qual el dona Lleó Al·laci, i que va ser escrit a la mort de Joan d'Eucaita.
Va viure al segle xi.